# RUSAL
United Company RUSAL (Russisch: ОК РУСАЛ) is een Russische aluminiumproducent. Het is actief in de hele keten van bauxietwinning tot de verwerking van aluminium. Het is de op twee na grootste aluminiumproducent ter wereld, alleen de Chinese bedrijven Chinalco en Hongqiao Group produceren meer aluminium.

## Activiteiten
RUSAL is een van de grootste aluminiumbedrijven ter wereld. Het is actief in de hele productieketen. Het beschikt over eigen bauxietmijnen, produceert aluinaarde en fabrieken voor de productie van aluminium. Het bedrijf telt zo’n 58.000 medewerkers.
Het is eigenaar van zeven bauxietmijnen in vier landen en negen fabrieken voor de verwerking van bauxiet in aluinaarde. Het heeft negen grote aluminiumsmelters, waarvan acht in Rusland en een in Zweden (Kubal), met een jaarcapaciteit van zo’n 4 miljoen ton. Tot slot zijn er vier fabrieken voor de productie van aluminiumfolie. De verkoop van aluminium maakt ruim 80% van het totaal uit, de rest wordt min of meer in gelijke delen behaald met de verkoop van aluinaarde, folie en overige producten.
Het zwaartepunt van de productie ligt in Rusland. In 2019 werd ruim de helft van het geproduceerde aluminium afgezet in Europa, een vijfde in Rusland en de rest in Azië en Noord- en Zuid-Amerika.
RUSAL heeft verder een minderheidsbelang van bijna 28% in de nikkelproducent Nornikel en de helft van de aandelen in een grote steenkolenmijn in Kazachstan. In 2022 produceerde deze mijn 42 miljoen ton steenkool, waarvan twee-derde in Kazachstan werd afgezet en de rest in Rusland.
De aandelen staan genoteerd aan de beurs van Hongkong en aan de beurs van Moskou. In december 2022 was grootste aandeelhouder En+ Group, een investeringsmaatschappij die wordt gecontroleerd door Oleg Deripaska, met een belang van 57%. SUAL is de op een na grootste aandeelhouder met een belang van 25,5% en de free float is 17%.

### Resultaten
RUSAL verkoopt zijn producten op de wereldmarkt waar de prijzen in Amerikaanse dollars gangbaar zijn. De meeste productie vindt plaats in Rusland en de kosten luiden daardoor vooral in Russische roebels. De resultaten fluctueren met name als een gevolg van ontwikkeling van de prijs van aluminium op de wereldmarkt, de wisselkoers van de dollar versus de roebel en het resultaat van de deelneming Nornikel. In 2020 leverde Nornikel een winstbijdrage van US$ 930 miljoen en zonder deze bijdrage en andere incidentele baten en lasten sloot RUSAL het jaar af met een marginale winst.
| Jaar | Omzet  | Netto- resultaat | Waarvan winstbijdrage Nornikel | Verkoop Aluminium producten (×1000 ton) | Marktpijs aluminium (in US$/ton, LME) |
| 2010 | 10.979 | 2867             |                                |                                         |                                       |
| 2015 | 8680   | 588              | 486                            |                                         |                                       |
| 2016 | 7983   | 1179             | 688                            |                                         |                                       |
| 2017 | 9969   | 1222             | 528                            | 3955                                    | 1969                                  |
| 2018 | 10.280 | 1698             | 885                            | 3671                                    | 2111                                  |
| 2019 | 9711   | 960              | 1587                           | 4176                                    | 1792                                  |
| 2020 | 8566   | 759              | 930                            | 3926                                    | 1702                                  |
| 2021 | 11.994 | 3225             | 1762                           | 3904                                    | 2475                                  |
| 2022 | 13.974 | 1793             | 1440                           | 3896                                    | 2707                                  |

## Geschiedenis
De Russische zakenman Oleg Deripaska, een handelaar in metalen, was de grondlegger van RUSAL. Begin negentiger jaren, financieel gesteund door de ondernemer Michael Cherney, kocht hij een belang in de Sajanogorsk Aluminiumfabriek (SAZ) in Chakassië, toen een van de nieuwste en modernste aluminiumfabrieken nog gebouwd in de Sovjettijd (1980-1985). In 1994 werd Deripaska algemeen directeur van SAZ.
In 1997 bracht hij al zijn bedrijfsbelangen onder in Sibirski Aluminium (Sibal). Door verdere aankopen had Sibal in 2000 een meerderheidsbelang in de Sajanogorsk-aluminiumsmelterij, de Sajanal-foliefabriek, een fabriek in Samara en een minderheidsbelang in de Nikolajev-aluminiumoxideraffinaderij in Oekraïne. In hetzelfde jaar fuseerden Sibirski Aluminium en Millhouse Capital, met de oligarch Roman Abramovitsj als eigenaar, tot RUSAL. De partners hadden een gelijk aandelenpakket, tot in 2003 Abramovitsj zijn belang verkocht aan Deripaska.
In januari 2005 verkocht RUSAL zijn belangen in de fabrieken in Samara en Belaja Kalitva voor US$ 257 miljoen aan Alcoa. In dat jaar ging het ook samenwerken met de tweede aluminiumproducent van Rusland, SUAL. De twee investeerden samen in een nieuwe smelterij in Komi. Verder kocht RUSAL voor US$ 0,5 miljard een aandelenbelang van 20% in Queensland Alumina Limited, een van de grootste producenten van aluinaarde. In 2006 werd de Chakas-aluminiumfabriek geopend. De bouw hiervan was gestart in 2004 en het was de eerste nieuwe smelter in Rusland sinds het uiteenvallen van de Sovjet-Unie. In mei 2006 tekende het een contract met RusHydro. RusHydro nam de bouw van de waterkrachtcentrale Bogoetsjany voor zijn rekening en RUSAL een grote aluminiumsmelter die de elektriciteit afneemt.
In augustus 2006 werden de plannen bekend voor de overname van SUAL door RUSAL. RUSAL nam tegelijkertijd ook de aluminadivisie van het Zwitserse Glencore over waardoor de grootste aluminiumproducent ter wereld ontstond. De plannen werden eind augustus goedgekeurd door president Poetin. Het nieuwe bedrijf werd voor 64,5% eigendom van RUSAL, 21,5% van de aandelen kwam in handen van de oud-aandeelhouders van SUAL en 14% van Glencore. Er werken zo'n 110.000 mensen in 17 landen.
In november 2007 ondertekende RUSAL een samenwerkingsovereenkomst met Samruk-Energo voor de oprichting van een 50/50 joint venture voor de exploitatie van Bogatyr Komir. Bogatyr Komir heeft het grootste kolenmijnbedrijf in Kazachstan in handen, met een jaarlijkse productie van ongeveer 40 miljoen ton. Hiermee verzekert RUSAL zich van de aanvoer van voldoende brandstof naar de thermische centrales in de Oeral die elektriciteit leveren aan de fabrieken van RUSAL in die regio.
In april 2008 nam het een aandelenbelang van 25% plus één aandeel in Nornickel. RUSAL betaalde voor dit pakket deels in contanten en de rest in aandelen. Onexim, nauw verbonden aan Michail Prochorov, kreeg met deze transactie 14% van de aandelen RUSAL in handen. De aandelentransactie leidde tot een bittere strijd tussen de twee oligarchen, Vladimir Potanin van Nornikel en Oleg Deripaska van RUSAL. In 2012 kwam er na bemiddeling van de Russische regeringsleiders een oplossing. Roman Abramovitsj kocht 5,87% van de aandelen Nornikel van de twee andere grootaandeelhouders voor 1,1 miljard euro. In maart 2018 werd bekend dat Potanin, met 30% van de aandelen in Nornikel, van Abramovitsj een belang van 2,1% zou overnemen. Deripaska, met een belang van 27,8%, stapte naar de rechter. Hij zag de extra aandelenkoop in strijd met de afspraken van 2012. De rechtbank in Londen gaf hem daarin gelijk en de transactie ging daarmee niet door.
Door de koop van het belang in Nornikel en andere investeringen waren de schulden van RUSAL sterk opgelopen. Leningen moesten worden geherfinancierd en in 2010 volgde een beursnotering aan de Hong Kong Stock Exchange. Tegen een introductiekoers van HK$ 10,8 haalde RUSAL US$ 2,2 miljard op. Het geld is gebruikt om schulden af te lossen.